# Хуцю
Хуцю́ (кит. упр. 虎丘, пиньинь Hǔqiū, буквально: «Тигровый холм») — район городского подчинения городского округа Сучжоу провинции Цзянсу (КНР).

## История
В 1949 году урбанизированная часть уезда Усянь (吴县) была выделена в отдельный город Сучжоу. В 1951 году на прилегающей части уезда Усянь был образован Пригородный район Сучжоу (苏州市郊区).
В 2001 году Пригородный район был переименован в район Хуцю.

## Административное деление
Район делится на 4 уличных комитета и 3 посёлка.

## Экономика
Хуцю является крупным центром по производству свадебных платьев и аксессуаров. 